# Desenzitizacija (medicina)
Desenzitizacija je smanjenje ili uklanjanje negativne reakcije organizma na neku materiju ili podsticaj.

## Medicina
Na primjer, ako osoba sa šećernom bolešću ima lošu alergijsku reakciju za uzimanje pune doze goveđeg insulina, lekar daje osobi vrlo malu količinu insulina u početku. Vremenom se daju sve veće doze, sve dok osoba ne postane tolerantna na pune doze. Ovo je jedan od načina navikavanja tela na punu dozu i izbegavanja alergijske reakcije.
Na ćelijskom nivou, primjena malih doza od toksina proizvodi IgG odgovor koji na kraju nadjačava hipersenzitivnost IgE odgovora. Drugačiji mehanizam je odgovoran za desenzitizaciju na antibiotike, koji se izvodi tokom kraćeg vremenskog perioda od desenzitizacije na druge alergije. U ovom obliku desenzitizacije, pacijent se polako izlaže na nivou antibiotika koji proizvodi slabe anafilaksije. Na kraju postupka, pacijentovi mastociti su iscrpeli njihov granulirani sadržaj, a pacijent ne može podleći alergijskoj reakciji dok ove ćelije ne povratite te sadržaje.

## Farmakologija
U farmakologiji, desenzitizacija je gubljenje odziva na produženu ili povećanu dozu leka. Takođe se naziva tahifilaksija, ili tolerancija leka. To je jedan od važnih aspekata dizajna lekova.